# Bergeggi
Bergeggi ( Berzezi in ligure) è un comune italiano di 1 045 abitanti della provincia di Savona in Liguria.

## Geografia fisica

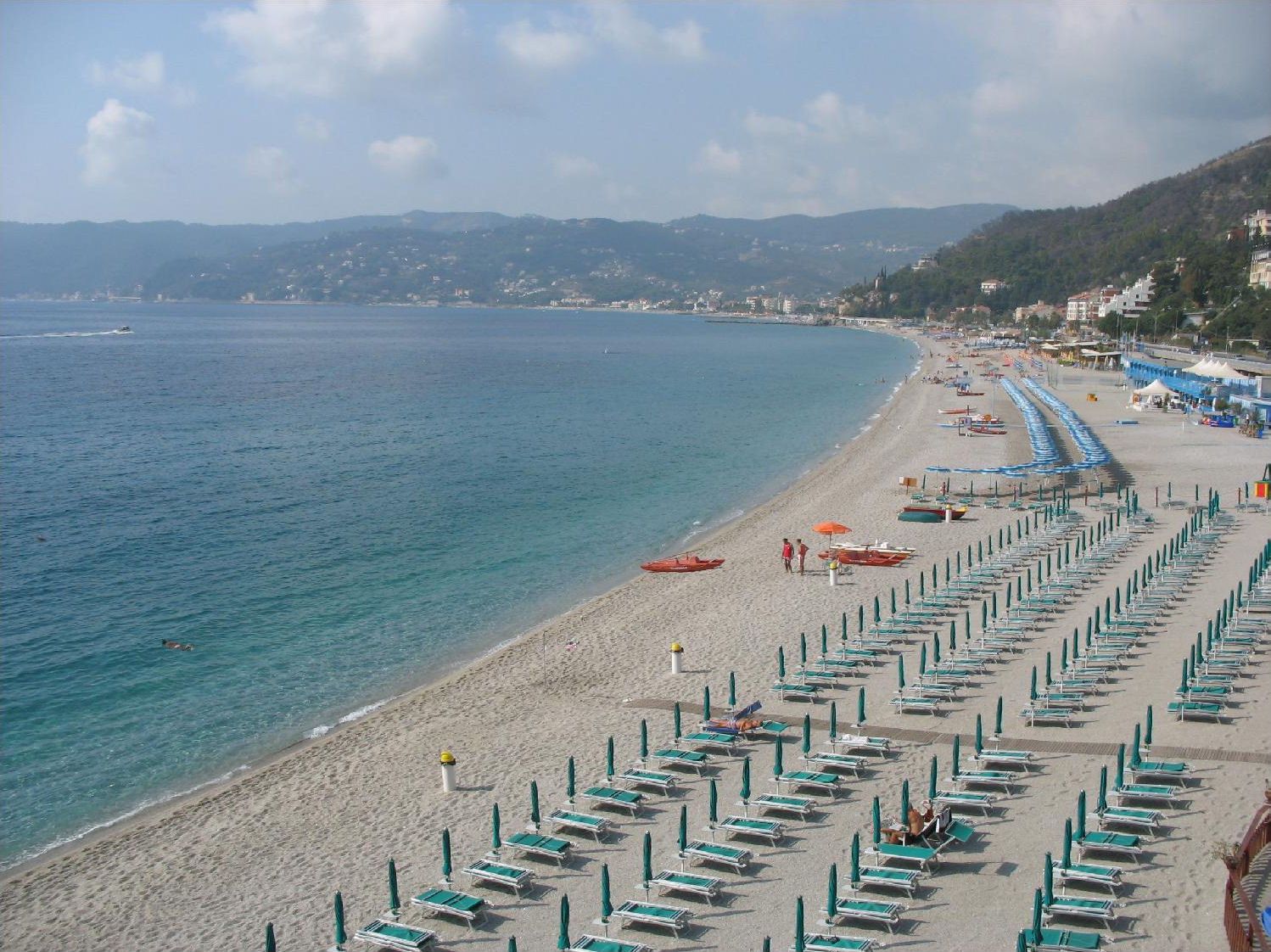
Il litorale sabbioso di Bergeggi

Il borgo storico di Bergeggi è situato in prossimità della costa della Riviera delle Palme, a circa 110 m di altitudine, alle pendici del monte Sant'Elena (347 m s.l.m.) dove viottoli permettono di scendere verso la passeggiata a mare e quindi il litorale.

Con Legge Regionale n. 10 del 27 febbraio 1985 è stata istituita la Riserva naturale regionale di Bergeggi che comprende l'Isola di Bergeggi e la linea di costa che le sta di fronte, mentre dal 2007 è stata istituita un'area marina protetta.

## Storia

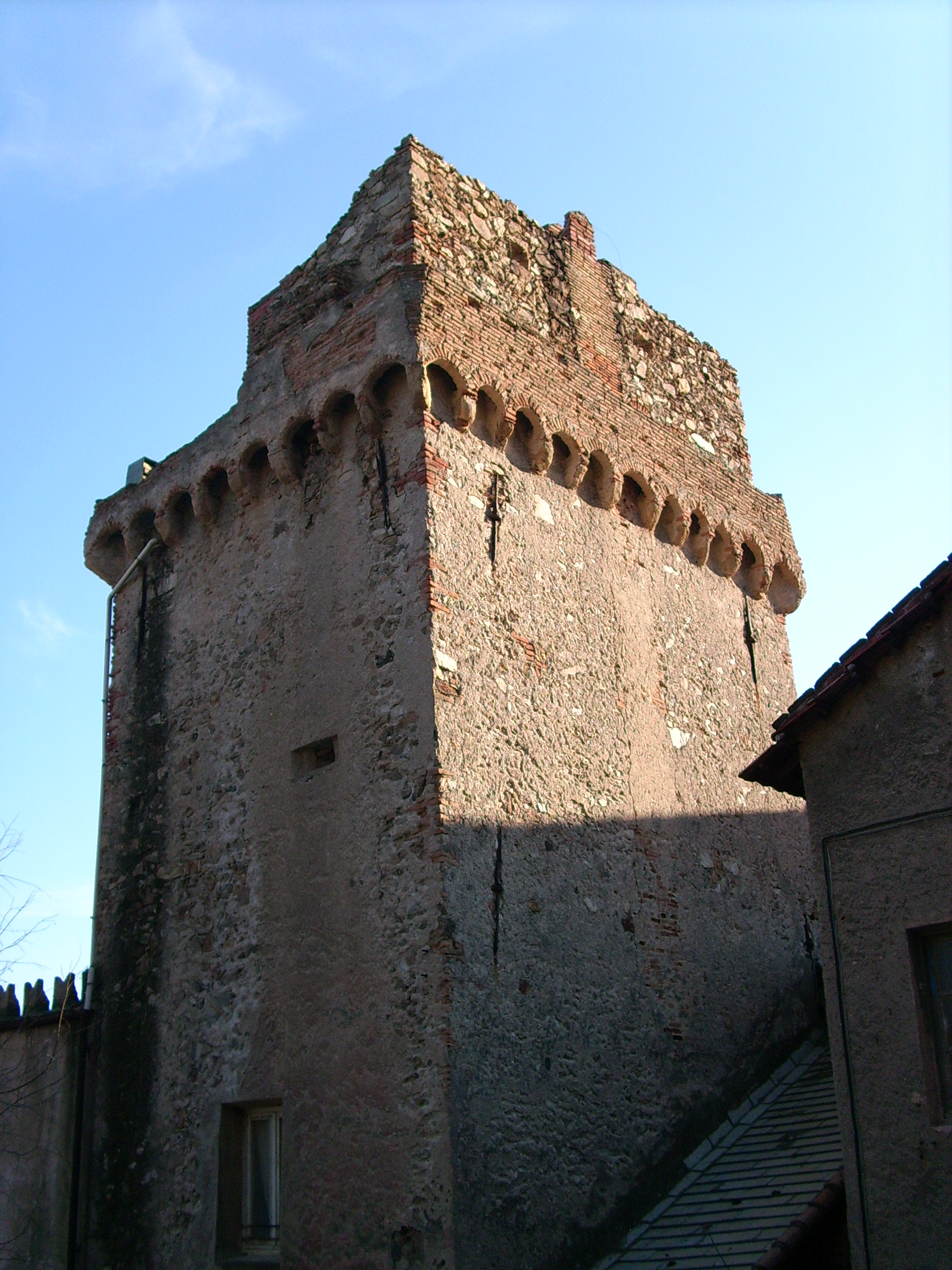
Torre Rovere del XV secolo

L'origine del borgo, di cui si hanno notizie già in epoca romana, è da attribuirsi a popolazioni di antichi Liguri. Sul territorio sono stati trovati reperti risalenti anche al Neolitico. L'etimologia del nome mostra la radice germanica Berg con il significato di montagna, roccia, scoglio, evidentemente riferito alla conformazione dell'antistante isola omonima che si presenta come una montagna che esce dal mare.
Nel 992 i vescovi di Savona, proprietari del luogo, costruirono sull'isola un monastero custodente le presunte ceneri di sant'Eugenio, vescovo di Cartagine. Tra i secoli X e XI il borgo fortificato resistette alla frequenti incursioni piratesche saracene.
Nel 1385 il borgo venne venduto da papa Urbano VI alla Repubblica di Genova (l'isola di Bergeggi venne invece inglobata nei territori della Repubblica di Noli dal 1252 con la bolla pontificia di Innocenzo IV) che, assieme a Spotorno e Vado, fece parte della podesteria di Costa di Vado; quest'ultima, dal 1699, fu sottoposta alla giurisdizione del governatore di Savona.
Con la caduta della Repubblica di Genova (1797), sull'onda della rivoluzione francese e a seguito della prima campagna d'Italia di Napoleone Bonaparte, il territorio di Bergeggi rientrò dal 2 dicembre 1797 nel Dipartimento del Letimbro, con capoluogo Savona, all'interno della Repubblica Ligure. Dal 28 aprile del 1798 fece parte del II cantone, capoluogo Spotorno, della Giurisdizione di Colombo e dal 1803 centro principale del I cantone di Savona nella Giurisdizione di Colombo. Annessa al Primo Impero francese dal 13 giugno 1805 al 1814 la municipalità di Bergeggi venne inserita nel Dipartimento di Montenotte.
Nel 1815 fu inglobato nel Regno di Sardegna, così come stabilì il Congresso di Vienna del 1814, e successivamente nel Regno d'Italia dal 1861. Dal 1859 al 1927 il territorio fu compreso nel VI mandamento di Noli del circondario di Savona facente parte della provincia di Genova; nel 1927 anche il territorio comunale bergeggino passò sotto la neo costituita provincia di Savona.
Il 4 maggio del 1917, a due miglia dalla costa, il piroscafo inglese SS Transylvania fu affondato da un sottomarino tedesco. Sugli scogli di fronte alla zona dove avvenne il naufragio è stato eretto un monumento in memoria dei 414 caduti.
La sera del 25 ottobre del 1921 il paese pagò un grave tributo di vittime e danni a causa del disastro del forte sant'Elena. Oltre alle abitazioni, anche la chiesa parrocchiale di San Martino subì gravi danni. Una lapide sulla facciata della locale chiesa ricorda le vittime del disastro.
Durante la seconda guerra mondiale, nel periodo dell'occupazione tedesca, i locali dell'Istituto Marino Merello di Bergeggi furono adibiti a sede di uno dei campi di concentramento della Repubblica Sociale Italiana. Spesso erroneamente ricordato nelle fonti come "campo di concentramento di Spotorno", il campo fu istituito alla scopo di raccogliere gli ebrei e i prigionieri politici arrestati nella Provincia di Savona.  Alla sua apertura il 29 dicembre 1943 molti degli ebrei presenti nella zona era stati già deportati o si erano dati alla fuga. Pochi (se alcuno) furono gli ebrei imprigionati, i quali condivisero il campo con familiari di renitenti alla leva. Dal 30 aprile 1944 gli internati furono trasferiti nella Colonia Bergamasca di Celle Ligure e il campo fu chiuso.
Dal 1973 al 31 dicembre 2008 ha fatto parte della Comunità montana del Giovo.

### Simboli
Stemma
Gonfalone

## Monumenti e luoghi d'interesse

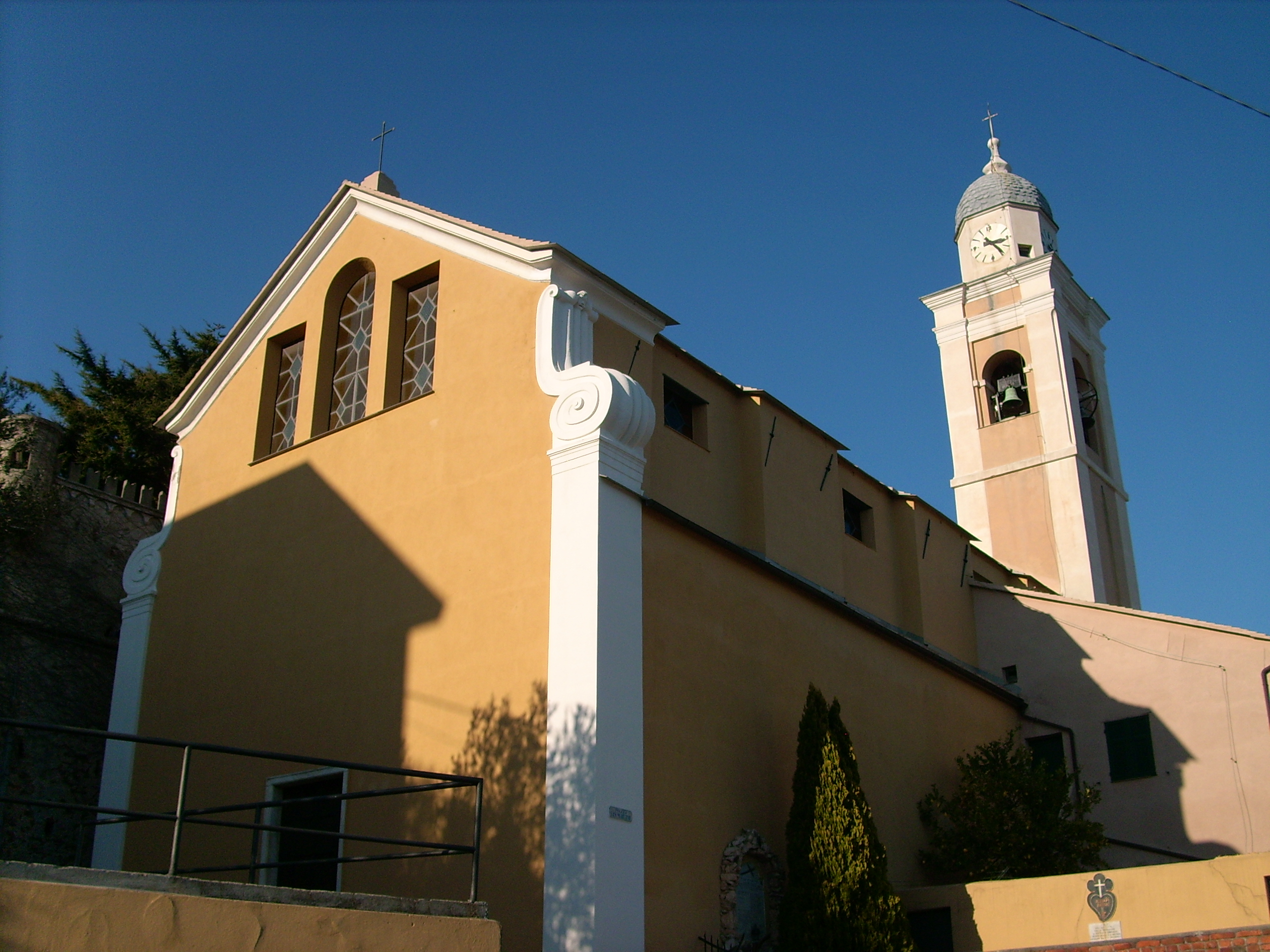
La chiesa parrocchiale di San Martino di Tours

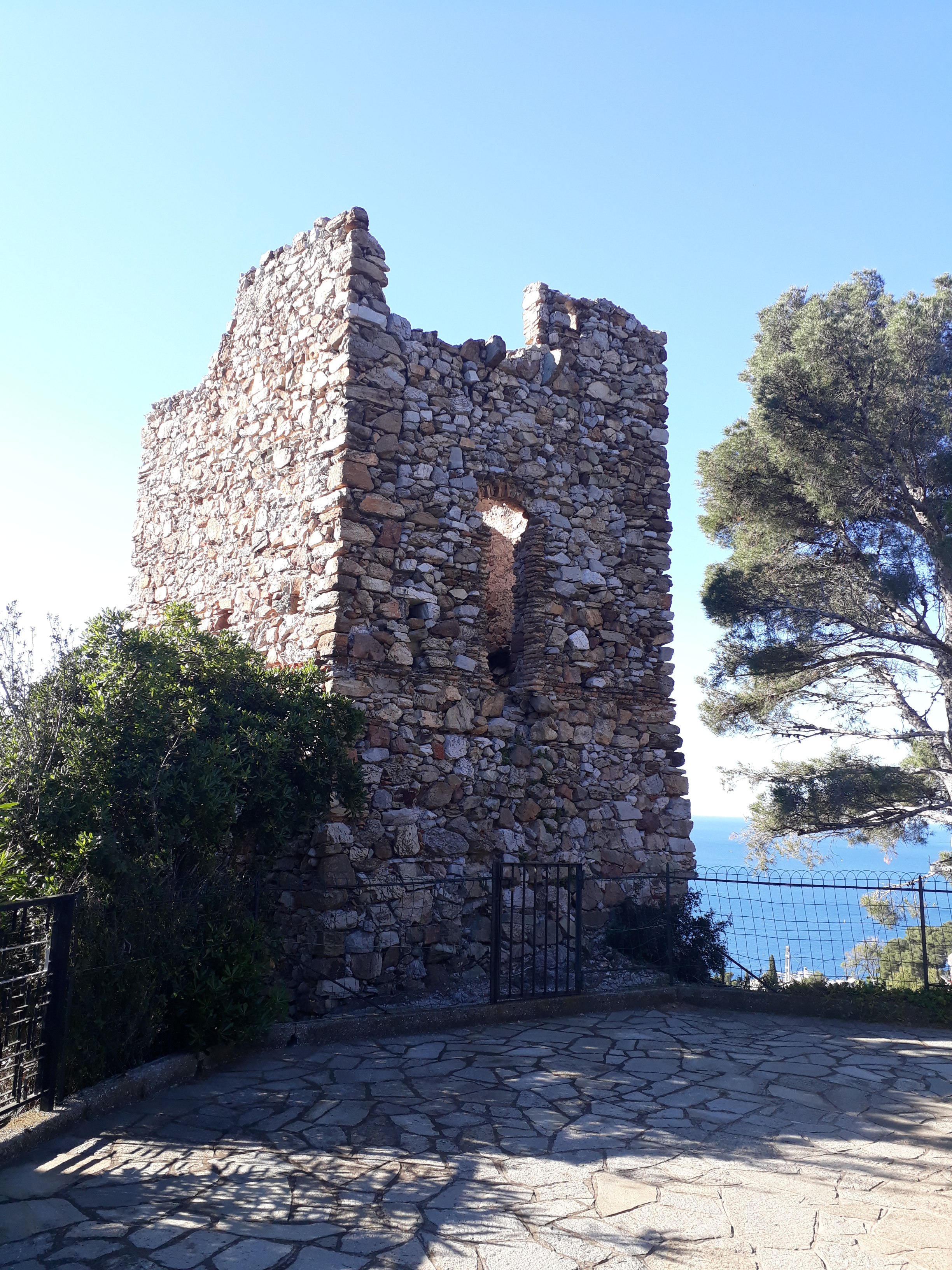
Torre d'Ere, quadrata di costruzione romana ricostruita all'epoca Saracena.

### Architetture religiose
- Chiesa parrocchiale di San Martino di Tours nel capoluogo. Costruita nel 1706, al suo interno sono conservati un dipinto (Madonna del Rosario) del XVI secolo in stile ligure-toscano, una scultura del francese Lacroix e un crocifisso di Anton Maria Maragliano.

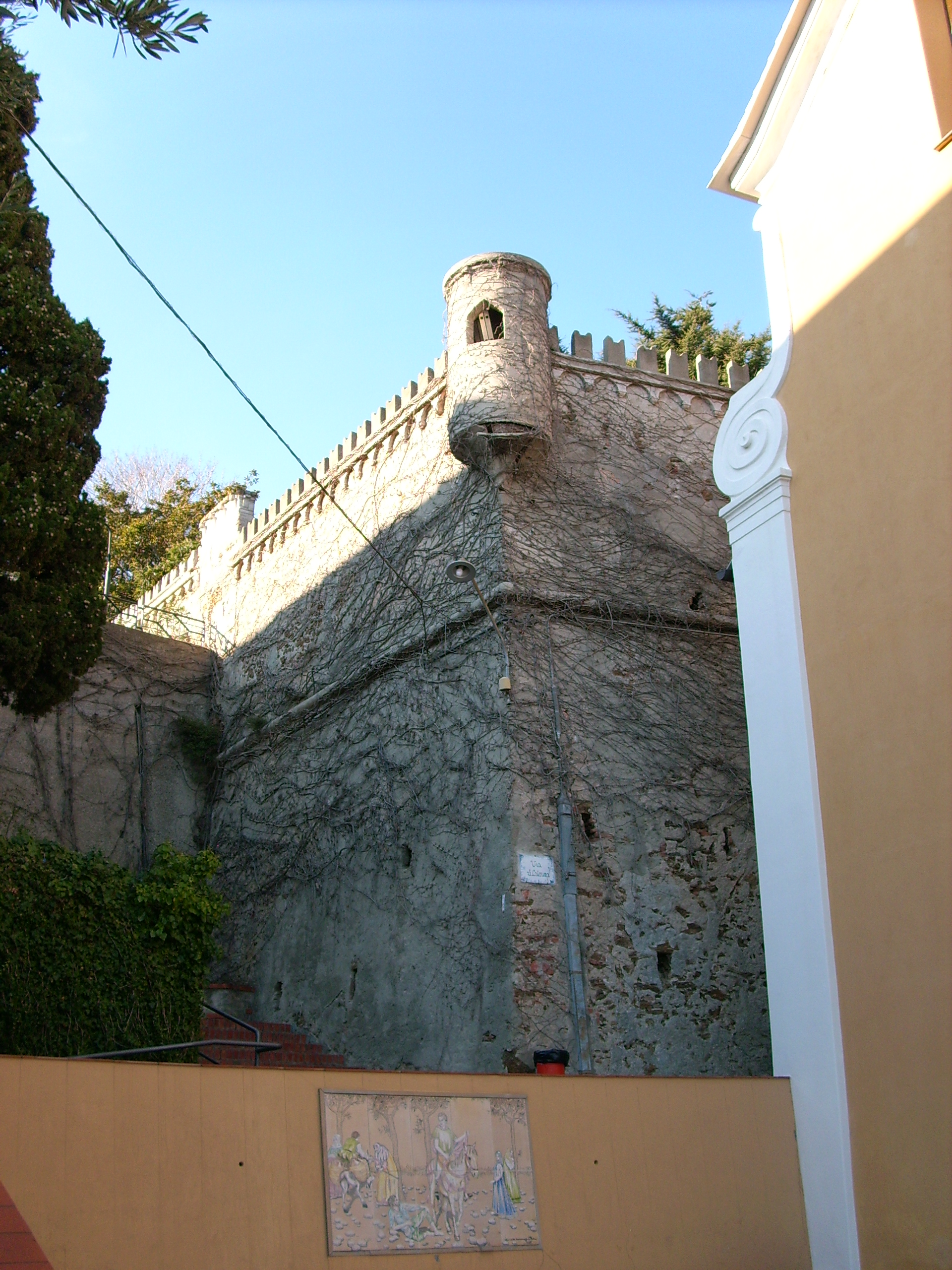
Postazione difensiva presso la locale parrocchiale di Bergeggi

- Cappella di Santo Stefano, sulle alture.
- Complesso consto dai resti di un'antica chiesa paleocristiana del V-VI secolo e di un monastero costruito nel 992 dai monaci provenienti da Lerino, dismesso nel 1446, presso l'isola di Bergeggi.

### Architetture militari
- Forti San Lorenzo e Santo Stefano e forte San Giacomo, rispettivamente del XVII e XIX secolo e posti ai confini montani tra i comuni di Vado Ligure e Bergeggi.
- Forte di Monte Sant'Elena sulla cima del monte omonimo, sorvegliava l'abitato antico del paese. Potenziato dal Regno d'Italia tra il 1880 e il 1885 per integrare l'azione del precedente forte alle batterie costiere della Madonna del Monte e della Madonna degli Angeli, dell'edificio ne rimangono ad oggi alcuni ruderi a seguito del disastro del forte sant'Elena la notte del 25 ottobre 1921.

Sul territorio bergeggino sono inoltre presenti torri d'avvistamento quali: 
- torre d'Ere, costruita nell'alto medioevo.
- torre Rovere del XV secolo.
- Sono stati rinvenuti i resti di una torre circolare di epoca romana molto probabilmente usata come faro verso il mare.

### Aree naturali
Avamposto strategico e faro di segnalazione, della quale esistono i resti di una torre circolare di epoca romana, per il porto romano di Vada Sabatia, l'isola di Bergeggi fu tra i secoli IV e VI il rifugio del primo monachesimo e quindi sede del monastero dei monaci di Lerino dal 992 al 1252.
L'intero isolotto, la costa rocciosa prospiciente, la grotta marina e la sughereta delle Natte fanno parte dal 1985 della Riserva naturale regionale di Bergeggi e dal 2007 dell'Area marina protetta Isola di Bergeggi.
Tra i territori comunali di Bergeggi, Noli, Quiliano, Spotorno, Vado Ligure e Vezzi Portio è presente e preservato un sito di interesse comunitario, proposto dalla rete Natura 2000 della Liguria, per il suo particolare interesse naturale, faunistico e geologico. Il sito è collocato nell'area boschiva tra il monte Mao, Rocca dei Corni e monte Mortou in cui insistono macchia mediterranea, aree erbose e coltivazioni agricole. Oltre ad alcune faggete, sugherete e lembi di calluneto (Calluna vulgaris), sono segnalate le presenze della campanula di Savona (Campanula sabatia), il convolvolo di Savona (Convolvulus sabatius) e il fiordaliso a pigna (Leuzea conifera), quest'ultimo a rischio di estinzione allo stato spontaneo. Tra le specie animali gli anfibi pelodite (Pelodytes punctatus) - molto raro - e il geotritone (Speleomantes strinatii).

## Società

### Evoluzione demografica
Abitanti censiti

### Etnie e minoranze straniere
Secondo i dati Istat al 31 dicembre 2019, i cittadini stranieri residenti a Bergeggi sono 20.

## Geografia antropica

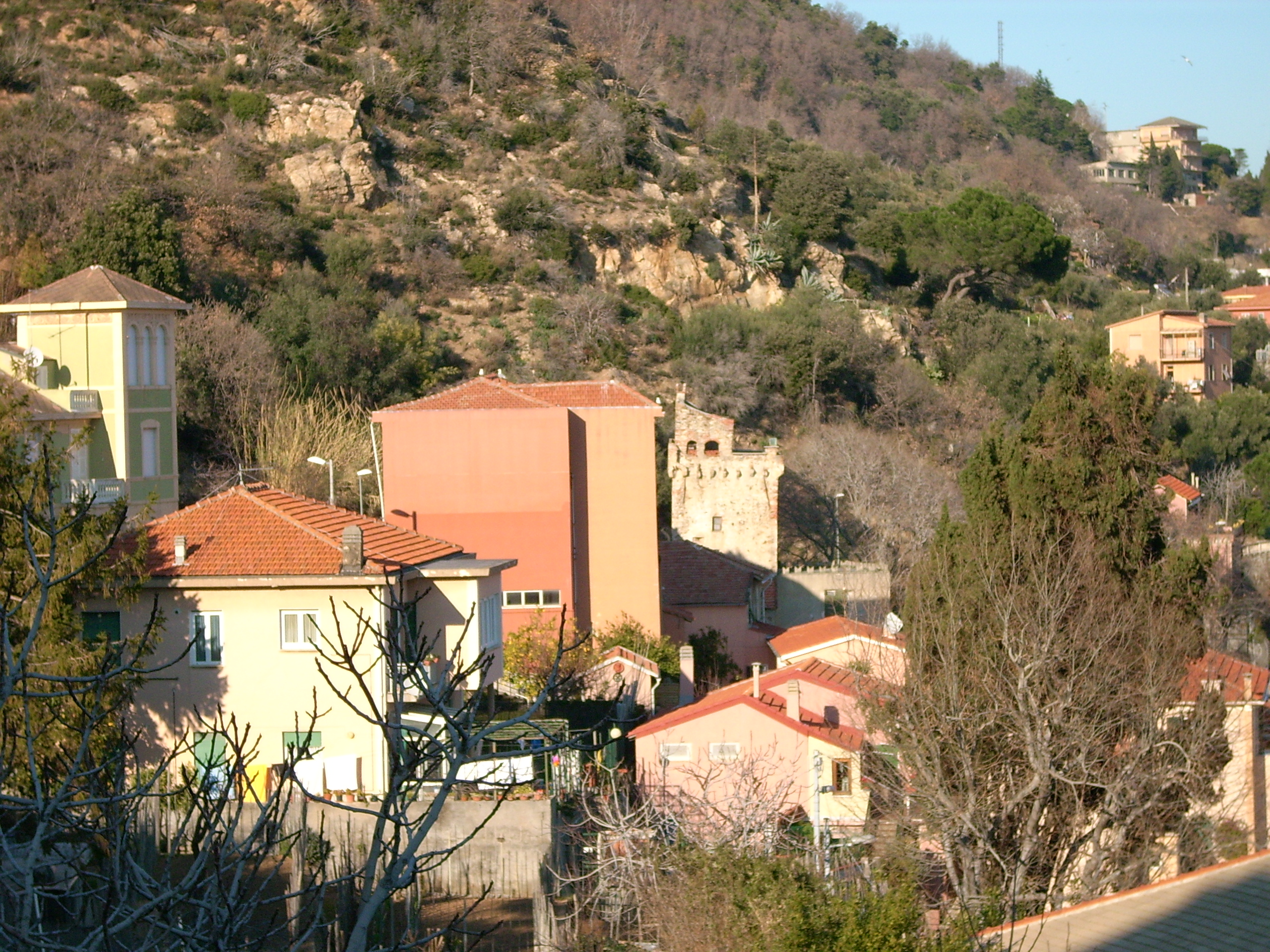
Scorcio

Il territorio comunale è costituito - oltre il capoluogo - dalla più moderna e turistica frazione di Torre del Mare, creata tra gli anni cinquanta e sessanta del XX secolo, costituita per la maggior parte da complessi abitativi (ville e condomini) ad uso seconda casa e vacanziero. La superficie dell'ente comunale è di 3,69 km2.
Confina a nord con il comune di Vado Ligure, a sud con Spotorno, ad ovest con Vado Ligure, ad est è bagnato dal mar Ligure.

## Economia
Il turismo è la principale risorsa economica del comune, specie nel periodo estivo. Fiorente anche l'agricoltura e la produzione di olio di oliva e vino. La località ha ottenuto dalla FEE-Italia (Foundation for Environmental Education) il conferimento della Bandiera blu per la qualità delle sue spiagge.

## Infrastrutture e trasporti

### Strade
Il territorio di Bergeggi è attraversato dalla Via Aurelia che permette il collegamento stradale con Vado Ligure, a nord, e Spotorno a sud.

## Amministrazione

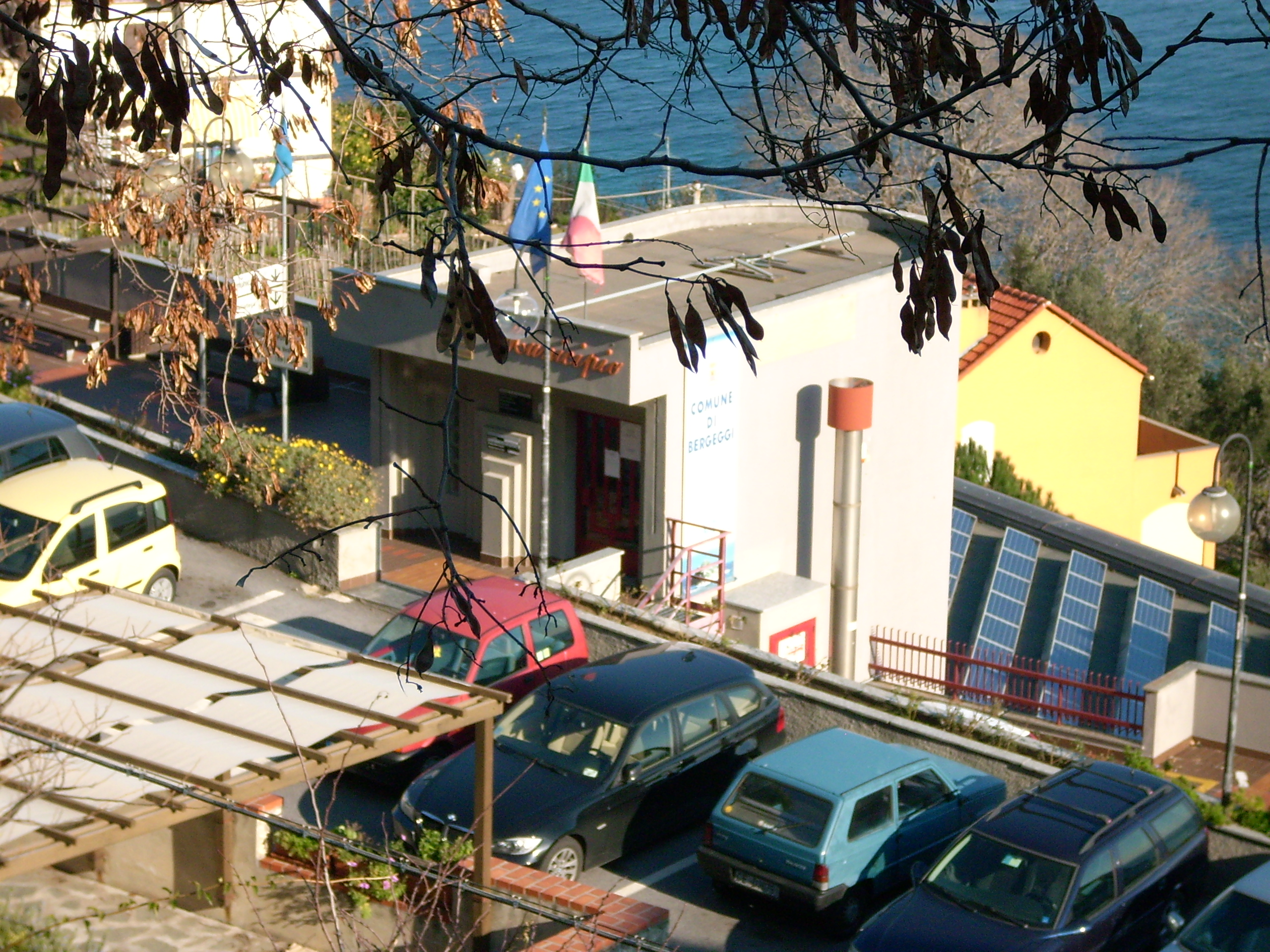
Entrata del municipio

| Periodo          | Periodo         | Primo cittadino    | Partito                                              | Carica      | Note   |
| ---------------- | --------------- | ------------------ | ---------------------------------------------------- | ----------- | ------ |
| 1975             | 3 giugno 1985   | Riccardo Borgo     | Partito Socialista Italiano                          | Sindaco     |        |
| 3 giugno 1985    | 21 maggio 1990  | Riccardo Borgo     | Partito Socialista Italiano                          | Sindaco     |        |
| 21 maggio 1990   | 24 aprile 1995  | Riccardo Borgo     | Partito Socialista Italiano                          | Sindaco     |        |
| 24 aprile 1995   | 14 giugno 1999  | Riccardo Borgo     | lista civica                                         | Sindaco     |        |
| 14 giugno 1999   | 14 giugno 2004  | Riccardo Borgo     | Indipendente                                         | Sindaco     |        |
| 14 giugno 2004   | 8 giugno 2009   | Gianluigi Galesso  | lista civica                                         | Sindaco     |        |
| 8 giugno 2009    | 26 maggio 2014  | Riccardo Borgo     | Uniti per Bergeggi (lista civica di centro-sinistra) | Sindaco     |        |
| 26 maggio 2014   | 27 maggio 2019  | Roberto Arboscello | Uniti per Bergeggi (lista civica di centro-sinistra) | Sindaco     |        |
| 27 maggio 2019   | 5 novembre 2020 | Roberto Arboscello | Uniti per Bergeggi (lista civica di centro-sinistra) | Sindaco     | [ 19 ] |
| 11 dicembre 2020 | 4 ottobre 2021  | Adolfo Bormida     | Uniti per Bergeggi (lista civica di centro-sinistra) | Vicesindaco | [ 20 ] |
| 4 ottobre 2021   | in carica       | Maria Rebagliati   | Uniti per Bergeggi (lista civica di centro-sinistra) | Sindaco     |        |